# دور دنیا در ۸۰ دین
برنامه دور دنیا در ۸۰ دین-که در فارسی به نام آیین‌ها ترجمه شده‌است-، یک مجموعه تلویزیونی است که نخستین بار، ۲ ژانویه ۲۰۰۹ در تلویزیون بی‌بی‌سی به نمایش در آمد. در این برنامه، پیتر اوئن جونز، کشیش انجلیکن، زندگی عادی را رها کرده و به مدت یک سال به استرالیا و اقیانوسیه، خاور دور، شبه جزیره هند، خاورمیانه، اروپا، آفریقا، آمریکای شمالی و آمریکای لاتین سفر می‌کند تا دربارهٔ دین‌های گوناگون این مناطق تحقیق کند و خود نیز در مراسم آن‌ها شرکت می‌کند.
کتابی نیز همنام این مجموعه به دست اوئن جونز نوشته شده بود که انتشارات بی‌بی‌سی بوکس برای سال ۲۰۰۹ آماده کرده بود اما منتشر نشده‌است. این کتاب شرح سفر و عکس‌های آن است.

## قسمت‌ها
این مجموعه در هشت قسمت یک ساعته تهیه شده‌است.

### قسمت ۱: استرالیا و جزایر اقیانوس آرام
- دین ۱: نیایش ارواح: شرکت در مراسم شمشیر مردمان مسلمان Bugis در سولاوسی اندونزی.
- دین ۲: مسیحیت و نیایش نیاکان: شرکت در مراسم خاکسپاری مردم تانا تراجا (Tana Toraja) در سولاوسی اندونزی که بیانگر رابطهٔ آن‌ها با مرگ است.
- دین ۳: جشن کاتولیک کارابائو: دیدار از جشن سن ایزیدور لابرادور (San Isidro Labrador) قدیس حامی شهر پولیلن، بولاکان جزیره کارابائو (Carabao) فیلیپین.
- دین ۴: آیین کاتولیک باروری: شرکت در رقص مناسک باروری اوباندو (Obando Fertility Rites) یک مراسم پگانی باروری در فیلیپین که اکنون به احترام سه قدیس کاتولیک برگزار می‌شود. افراد محلی در رقص شرکت می‌کنند تنها برای اینکه در مراسم شرکت کرده باشند و ربط چندانی به آیین قدیمی ندارد. یک کشیش در کلیسا دعا می‌خواند و سپس رقص بزرگی را در کلیسا رهبری می‌کند. پیتر به آمیختگی متقابل کاتولیسیزم و روح‌باوری اشاره کرده و می‌گوید به جای اینکه کاتولیک‌ها مراسم رقص را به دعاخوانی برای قدیسان تبدیل کرده باشند، این جشن بیشتر ترکیب باروری با آفرینش است.
- دین ۵: رویابینی بومی: دیدار از شهرک آلیس اسپرینگز برای ملاقات با بومیان استرالیا (Indigenous) و دیدن مراسم دود دادن نوزادان. پیتر با یک گروه از محلی‌ها برای یافتن بوته‌هایی که در مراسم استفاده می‌شود همراهی می‌کند. سپس یک نوزاد هر بار چند ثانیه در یک گودال ماسه‌ای که برگ‌ها در آن سوخته و دود می‌کنند نگه داشته می‌شود. پیتر امیدوار بود رسوم بومی رویابینی را ببیند اما یکی از محلی‌ها به او می‌گوید این مراسم ربطی به روزگار رؤیا ندارد. پیتر معتقد است مراسم معنای خود ا از دست داده است چرا که افراد محلی چندان نمی‌توانند اثرات روحی مراسم را برای او توضیح دهند. سپس زنان گروه بلوز خود را درمی‌آورند و روی قفسه سینه و بازوهای خود نقاشی می‌کنند و با پرهایی در موهایشان دور یک آتش می‌رقصند. زنان به پیتر می‌گویند که مسیحی هستند و چیزی دربارهٔ دین بومی نمی‌دانند.
- دین ۶: مندائیان عراق: مراسم معمول غسل تعمید مندائیان عراق که در کشور خود مورد آزار و اذیت قرار گرفته‌اند، مراسم غسل تعمید الهام گرفته از یحیی تعمید دهنده است و در یک پارک در سیدنی استرالیا انجام می‌شود.
- دین ۷: جادوگری شهری: دیدار یک گروه ویکا که جمع جادوگری (coven) خود را به رهبری تیم هرتریج (Tim Hartridge) در سیدنی استرالیا بر پا کرده‌اند.
- دین ۸: کاستوم (Kastom) بومیان اقیانوسیه: ملاقات طبیبان باورهای قبیله‌ای کاستومیسم در جزیره تانای وانواتو در جنوب اقیانوس آرام.
- دین ۹: جان فروم (John Frum): دیدار از طبیبان دین جدید جان فروم در جزیره تانا، تأثیر گرفته از حضور امریکاییان در جنگ جهانی دوم.
- دین ۱۰: فرد پیامبر (Prophet Fred) و مذهب یگانگی: مشاهدهٔ مذهب وحدت (یگانگی) و گفتگو با پیامبر آنها، فرِد از جزیره تانا و کیلیان.

### قسمت ۲: خاور دور
- دین ۱۱: شینتوی ژاپن
- دین ۱۲: بوداگرایی، مراسم مرد برهنه
- دین ۱۳: معبد حیابانی هندو
- دین ۱۴: بوداگرایی ترواده
- دین ۱۵: کنفسیوس‌گرایی
- دین ۱۶: تائوئیسم چینی
- دین ۱۷: پنتاکوستالیسم در کره جنوبی
- دین ۱۸: شمن‌باوری در روستاهای کره جنوبی
- دین ۱۹: کائو دای (Cao Dai) در ویتنام
- دین ۲۰: ایزدبانوی مادر در ویتنام

### قسمت ۳: آفریقا
- دین ۲۱: وودوو — Mamywata
- دین ۲۲: وودوو — Gris Gris
- دین ۲۳: وودوو — معبد ترون (Church of Thron)
- دین ۲۴: رقص روحی سن بوشمن
- دین ۲۵: سنگوماس (Sangomas) زولو
- دین ۲۶: کلیسای دوازدهمین حواری
- دین ۲۷: کالونیسم آفریکانس Afrikaner Calvinism: گونه‌ای کالونیسم مربوط به آفریکانس
- دین ۲۸: رستافاری (Rastafari): جامعه‌ای از جامائیکایی‌ها که در فاصلهٔ چهار ساعت رانندگی از آدیس آبابای اتیوپی زندگی می‌کنند و معتقدند هایله سلاسی مسیح آن‌ها است و اکنون در صهیون هستند.
- دین ۲۹: اسلام در اتیوپی
- دین ۳۰: کلیسای ارتودوکس توحیدی اتیوپی

### قسمت ۴: خاورمیانه
- دین ۳۱: اسرائیلی‌های عبری آفریقایی: شرکت در یک گردهمایی نیایش در روستای صلح دیمونای اسرائیل
- دین ۳۲: مسیحیت: قدم زدن در ویا دولوروسا در جمعه نیک و دیدار از کلیسای مقبره مقدس اورشلیم اسراییل.
- دین ۳۳: یهودیت: جشن پوریم
- دین ۳۴: اهل سنت: گفتگو دربارهٔ اصول سنّت و نماز در مسجد اموی دمشق در دمشق، سوریه.
- دین ۳۵: تصوف: مشاهده طریقت مولویه در خانه‌ای در همسایگی یک مسجد تاریخی در حلب سوریه.
- دین ۳۶: علویان (ترکیه): شرکت در مراسمی در یک جمع‌خانه در حومهٔ استانبول ترکیه.
- دین ۳۷: ایزدیان: مراسم سال نو در موصل عراق و دیدار از رهبر کنونی ایزدیان در لالش.
- دین ۳۸: سامری‌ها (شومرُنیم): جشن‌های عید فصح در نابلوس، کرانه باختری رود اردن.
- دین ۳۹: بهائیت: شرکت در مراسم عید رضوان در مقام اعلی در حیفا، اسراییل.

### قسمت ۵: آمریکای شمالی
- دین ۴۰: مراسم مار: مشاهده یک مراسم نیایش در کلیسای ادوینا با نام عیسی مسیح که شامل حمل مار (Snake handling) هم می‌شود، در تنسی.
- دین ۴۱: نابغه واعظ باپتیست: دیدار یک واعظ ۱۰ ساله، در جورجیا.
- دین ۴۲: احیای اونجلیک (Evangelical revival)
- دین ۴۳: روح‌گرایی (Spiritualism): شرکت در یک احضار روح در اردوگاه روح‌گرایان در فلوریدا
- دین ۴۴: خانه عرق ناواهو: شرکت در مراسم تصفیه در یک خانه عرق (Sweat lodge) مردم بومی ناواهو در صحرای آریزونا.
- دین ۴۵: مورمون: گفتگو دربارهٔ الهیات مورمون‌ها در کلیسای عیسی مسیح قدیسان آخر زمان در سالت‌لیک‌سیتی، یوتا.
- دین ۴۶: چندهمسری مذهبی: گفتگو با پیروان چندهمسری مذهبی در سنت جورج که به خاطر نگرش کلیسای عیسی مسیح قدیسان آخر زمان نسبت به چندهمسری، با آن قطع رابطه کرده‌اند.
- دین ۴۷: مشاهده مراسم ازدواج همجنسان در کلیسای اسقفی همه مقدسین در پاسادینا، کالیفرنیا.
- دین ۴۸: سوموم (Summum): مشاهده اهرام سوموم در سالت‌لیک‌سیتی
- دین ۴۹: جشنوارهٔ برنینگ من: مشاهده مراسم سالانه در نوادا

### قسمت ۶: شبه جزیره هند
- دین ۵۰: بودیسم تبتی
- دین ۵۱: هندوئیسم
- دین ۵۲: مراسم برکت کودکان هندویی/بودایی
- دین ۵۳: دورگا پوجا هندوئیسم (Durga Puja)
- دین ۵۴: هندوئیسم: دیدار با اغوریها در بنگال غربی، هند
- دین ۵۵: بیشنویی (Bishnoi)
- دین ۵۶: راه روندگان بر روی آتش ناث (Nath)
- دین ۵۷: مزدیسنا
- دین ۵۸: سیک
- دین ۵۹: جین
- دین ۶۰: مراسم گورهابا هندوئیسم (Gorehabba): شرکت در مراسم دیوالی

### قسمت ۷: آمریکای لاتین
- دین ۶۱: کلیسای کاتولیک
- دین ۶۲: کلیسای کاتولیک رومی: مشاهدهٔ نیایش سانتا مرته (Santa Muerte) در مکزیکوسیتی، و مشاهده خالکوبی مریدان سانتا مرته
- دین ۶۳: El Tio
- دین ۶۴: پاچاماما (Pachamama)
- دین ۶۵: کلیسای کاتولیک رومی
- دین ۶۶: پنتاکوستالیسم:
- دین ۶۷: کندومبله (Candomblé): مشاهده مراسم روز سامبا
- دین ۶۸: معبد گوویل (Goodwill): مراقبه در یک معبد هرمی شکل در برازیلیا
- دین ۶۹: دره سحر (به اسپانیایی Vale do Amanhecer و به انگلیسی Valley of Dawn)
- دین ۷۰: سنتو دایمه (Santo Daime)

### قسمت ۸: اروپا
- دین ۷۱: کلیسای لوتری نروژ
- دین ۷۲: شمن‌باوری سامی: شمن‌باوری در مردمان سامی (اسکاندیناوی)، نروژ
- دین ۷۳: یهودیت در لیتوانی
- دین ۷۴: مسیحیت
- دین ۷۵: کلیسای ارتدوکس روسی: شرکت در خاج‌شویان و جشن غسل تعمید مسیح در مسکو و مشاهده نیایشگران خیابان ژیوپیسنایا که در آب یخ شنا می‌کنند.
- دین ۷۶: بی‌خدایی در روسیه
- دین ۷۷: جامعه کریشنا، مسکو
- دین ۷۸: بوداگرایی قالموق‌ها: دیدار از مراقبهٔ قالموق‌های بودایی در الیستا، قالموقستان، روسیه
- دین ۷۹: بندیکتیه ایتالیا.
- دین ۸۰: دامانهور ایتالیا